# BM-Reaktor
Der BM (russisch БМ) war ein Kernreaktor, der in sowjetischen U-Booten des Projekts 705 eingesetzt wurde. Der Reaktor wurde mit Blei-Bismut-Eutektikum gekühlt (liquid metal cooled reactor).
Die thermische Leistung des Reaktors betrug 155 MWth. Als Kernbrennstoff wurde 200 kg Hochangereichertes Uran (Anreicherung 90 %) verwendet. Der Schmelzpunkt der für die Kühlung verwendeten Legierung lag bei 124 °C, der Siedepunkt bei 1679 °C.
Die Kühlkreisläufe der Reaktoren mussten deshalb mit Hilfe von Dampfgeneratoren ständig auf über 124 °C erwärmt werden, um die Verfestigung des Kühlmittels zu verhindern. Wenn durch Fehlfunktionen diese Wärmezufuhr ausfiel, verfestigte sich das Kühlmittel und machte den Reaktor unbrauchbar. Eine nachträgliche Verflüssigung von verfestigtem Kühlmittel war nicht möglich, so dass in zwei Fällen Reaktoren auf die beschriebene Weise „einfroren“ und dadurch unbrauchbar wurden.
Der Reaktorkern mit den Brennelementen war mit einer Beryllium-Schicht umschlossen, um die Neutronen zu verlangsamen. Die Steuerstäbe enthielten Bor und Europium.
Der BM-40A Reaktor hatte insgesamt zwei Kühlkreisläufe. Beim modifizierten OK-550 waren es dagegen drei Kreisläufe.
Der Reaktor wurde von OKB Gidropress in Kooperation mit IPPE entwickelt.

## Verbleib
Die Reaktoren wurden zwischen 1968 und 1997 auf U-Booten eingesetzt. Die Brennelemente wurden zwischen 1997 und 2007 auf der 574. Technischen Marinebasis aus den Reaktoren entladen und in die Langzeitlagereinrichtung in der Sajda-Bucht überführt.